# Roland Vazquez
Roland Vazquez (* 4. Juli 1951 in Pasadena, Kalifornien) ist ein US-amerikanischer Schlagzeuger des Latin Jazz, der auch als Komponist hervorgetreten ist.

## Leben
Vazquez, der aus einer Musikerfamilie stammt, begann 1963 unter dem Eindruck eines Konzertes von Mongo Santamaría Schlagzeug zu spielen. In Los Angeles trat er zunächst mit Rhythm-&-Blues- und Rock-Bands auf. Nach einem Unfall, bei dem er pausieren musste, entdeckte er 1969 seine Kompositionskompetenz. Er studierte am Westminster College in Utah Komposition und begann seine Fähigkeiten in der 1974 gegründeten eigenen Band Urban Ensemble umzusetzen. 1977 veröffentlichte er mit dieser Combo seine ersten Werke auf dem Album The Music of Roland Vazquez. 
Daraus entstand das L.A. Jazz Ensemble, zu dem Musiker wie Patrice Rushen, Brian Lynch, Bennie Maupin, Anthony Jackson, Alex Acuña und Clare Fischer gehörten. Daneben arbeitete Vazquez für Willie Bobo und war zwischen 1978 und 1981 Mitglied von Clare Fischers Band Salsa Picante. 
1981 zog er nach New York City, wo er seine Studien an der Manhattan School of Music fortsetzte. In den nächsten Jahren legte er eine Reihe eigener Alben vor. Sein Quintett (mit Walt Weiskopf, Mark Soskin, Anthony Jackson und Perkussionist Frank Malabe) erweiterte er seit 1991 gelegentlich zur Bigband. Auch gehörte er der Drummer's Collective Big Band an. 
Zudem war Vasquez als Produzent und als Komponist tätig. So schrieb er ein Konzert für den Solo-Perkussionisten des New York Philharmonic Orchestra, Christoper Lamb. Im Jahr 2000 folgte Ghost in the Mountain für Streichquartett und Sinfonieorchester. Seine Tonsprache baut auf afro-kubanischen und puerto-ricanischen Musiktraditionen auf. Vazquez arbeitete zudem mit Michel Camilo, Sammy Figueroa, Ronnie Foster, Onaje Allan Gumbs, Kenny Kirkland, Jaco Pastorius, Lenny Pickett und Poncho Sanchez. 
Vazquez, der mit der Komponistin Susan Botti verheiratet ist, unterrichtete zwischen 1988 und 1998 an der Manhattan School of Music, dann von 2000 bis 2005 an der University of Michigan, um dann mit seiner Familie zwei Jahre in der American Academy in Rom zu verbringen und mit dem Pianisten Riccardo Fassi auf Tournee zu gehen.

## Diskographische Hinweise
- L.A. Jazz Ensemble Best of (1977)
- Feel Your Dream (1982)
- The Tides of Time (1987)
- No Separate Love (1990)
- Further Dance (1996)
- The Visitor (2010)

## Lexigraphischer Eintrag
- Martin Kunzler: Jazz-Lexikon. Band 2: M–Z (= rororo-Sachbuch. Bd. 16513). 2. Auflage. Rowohlt, Reinbek bei Hamburg 2004, ISBN 3-499-16513-9.